# Deutsche Leichtathletik-Meisterschaften 2023/Resultate
Der Hauptteil der Wettbewerbe bei den 123. Deutschen Leichtathletik-Meisterschaften wurde am 8. und 9. Juli 2023 im Kasseler Auestadion ausgetragen.
In der hier vorliegenden Auflistung sind die in den verschiedenen Wettbewerben unter den besten acht platzierten Leichtathleten aufgeführt. Eine Übersicht mit den drei Ersten sowie einigen Anmerkungen zu den Meisterschaften findet sich unter dem Link Deutsche Leichtathletik-Meisterschaften 2023.
Wie immer wurden zahlreiche Disziplinen zu anderen Terminen und an anderen Orten ausgetragen – in den folgenden Übersichten jeweils konkret benannt.

## Legende
Kurze Übersicht zur Bedeutung der Symbolik – so üblicherweise auch in sonstigen Veröffentlichungen verwendet:
- CR: Championshiprekord
- DR: Deutscher Rekord
- DNF: Wettkampf nicht beendet (did not finish)
- Pl.Ziff.: Platzziffer

## Meisterschaftsresultate Männer

### 100 m
| Platz | Athlet, Verein                        | Zeit (s) |
| ----- | ------------------------------------- | -------- |
| 1     | Yannick Wolf (LG Stadtwerke München)  | 10,19    |
| 2     | Julian Wagner (LC Top Team Thüringen) | 10,21    |
| 3     | Robin Ganter (MTG Mannheim)           | 10,29    |
| 4     | Lucas Ansah-Peprah (Hamburger SV)     | 10,40    |
| 5     | Luka Herden (LG Brillux Münster)      | 10,47    |
| 6     | Milo Skupin-Alfa (LG Offenburg)       | 10,48    |
| 7     | Michael Bryan (TV Wattenscheid 01)    | 10,51    |
| 8     | Elias Goer (Sprintteam Wetzlar)       | 10,67    |

Datum: 8. Juli
Wind: +0,2 m/s

### 200 m
| Platz | Athlet, Verein                              | Zeit (s) |
| ----- | ------------------------------------------- | -------- |
| 1     | Joshua Hartmann (ASV Köln)                  | 20,02 DR |
| 2     | Kevin Ugo (TV Wattenscheid 01)              | 20,64000 |
| 3     | Steven Müller (LG OVAG Friedberg-Fauerbach) | 20,70000 |
| 4     | Jonas Hügen (LG Stadtwerke München)         | 20,83000 |
| 5     | Pascal Kirstges (LG Rhein-Wied)             | 21,33000 |
| 6     | Paul Erdle (Hamburger SV)                   | 21,36000 |
| 7     | Jakob Bruns (LG Brillux Münster)            | 21,47000 |
| 8     | Moritz Mainka (Hamburger SV)                | 21,57000 |

Datum: 9. Juli
Wind: +0,6 m/s

### 400 m
| Platz | Athlet, Verein                                    | Zeit (s) |
| ----- | ------------------------------------------------- | -------- |
| 1     | Manuel Sanders (LG Olympia Dortmund)              | 45,07    |
| 2     | Jean Paul Bredau (SC Potsdam)                     | 45,67    |
| 3     | Patrick Schneider (TV Wattenscheid 01)            | 46,19    |
| 4     | Fabian Dammermann (LG Osnabrück)                  | 46,31    |
| 5     | Niklas Noah Klei (LG Bünde-Löhne)                 | 46,65    |
| 6     | Marvin Schlegel (LAC Erdgas Chemnitz)             | 46,81    |
| 7     | Jonas Breitkopf (LG Olympia Dortmund)             | 47,32    |
| 8     | Johannes Nortmeyer (Bad Soden/Sulzbach/Neuenhain) | 47,57    |

Datum: 9. Juli

### 800 m
| Platz | Athlet, Verein                           | Zeit (min) |
| ----- | ---------------------------------------- | ---------- |
| 1     | Luis Oberbeck (LG Göttingen)             | 1:47,48    |
| 2     | Dennis Biederbick (Eintracht Frankfurt)  | 1:47,84    |
| 3     | Emil Meggle (LG Stadtwerke München)      | 1:47,98    |
| 4     | Adrian Engstler (Turnverein Villingen)   | 1:48,57    |
| 5     | Oskar Schwarzer (TV Groß-Gerau)          | 1:48,91    |
| 6     | Marvin Heinrich (Eintracht Frankfurt)    | 1:49,18    |
| 7     | Maximilian Pingpank (Hannover Athletics) | 1:50,31    |
| 8     | Tim Holzapfel (Unterländer LG)           | 1:55,27    |

Datum: 9. Juli

### 1500 m
| Platz | Athlet, Verein                           | Zeit (min) |
| ----- | ---------------------------------------- | ---------- |
| 1     | Marius Probst (TV Wattenscheid 01)       | 3:46,73    |
| 2     | Amos Bartelsmeyer (Eintracht Frankfurt)  | 3:47,30    |
| 3     | Elias Schreml (LG Olympia Dortmund)      | 3:47,60    |
| 4     | Timo Benitz (LG farbtex Nordschwarzwald) | 3:47,71    |
| 5     | Christoph Kessler (LG Region Karlsruhe)  | 3:47,90    |
| 6     | Maximilian Feist (TV Wattenscheid 01)    | 3:48,22    |
| 7     | Marc Tortell (Athletics Team Karben)     | 3:48,46    |
| 8     | Sven Wagner (Königsteiner LV)            | 3:48,51    |

Datum: 9. Juli

### 5000 m
| Platz | Athlet, Verein                                 | Zeit (min) |
| ----- | ---------------------------------------------- | ---------- |
| 1     | Florian Bremm (LSC Höchstadt/Aisch)            | 13:35,65   |
| 2     | Maximilian Thorwirth (SFD 75 Düsseldorf-Süd)   | 13:35,70   |
| 3     | Sam Parsons (SCC Berlin)                       | 13:37,97   |
| 4     | Davor Aaron Bienenfeld (SSC Hanau-Rodenbach)   | 13:38,00   |
| 5     | Mohamed Abdilaahi (LG Olympia Dortmund)        | 13:42,69   |
| 6     | Jan Lukas Becker (LSG Saarbrücken-Sulzbachtal) | 14:09,90   |
| 7     | Simon Stützel (LG Region Karlsruhe)            | 14:17,15   |
| 8     | Thorben Dietz (SSV Ulm 1846)                   | 14:17,79   |

Datum: 9. Juli

### 10.000 m
| Platz | Athlet, Verein                               | Zeit (min) |
| ----- | -------------------------------------------- | ---------- |
| 1     | Nils Voigt (TV Wattenscheid 01)              | 28:03,15   |
| 2     | Filimon Abraham (LG Telis Finanz Regensburg) | 28:12,79   |
| 3     | Filmon Teklebrhan-Berhe (LAC Freiburg)       | 28:25,82   |
| 4     | Jonathan Dahlke (TSV Bayer 04 Leverkusen)    | 28:57,10   |
| 5     | Kilian Schreiner (ASC 1990 Breidenbach)      | 29:37,95   |
| 6     | Tobias Ritter (LG Telis Finanz Regensburg)   | 29:46,90   |
| 7     | Lorenz Baum (LAV Stadtwerke Tübingen)        | 29:50,23   |
| 8     | Dan Bürger (LG Nord Berlin)                  | 29:53,90   |

Datum: 6. Mai
fand in Mittweida statt

### 10-km-Straßenlauf
| Platz | Athlet, Verein                               | Zeit (min) |
| ----- | -------------------------------------------- | ---------- |
| 1     | Richard Ringer (LC Rehlingen)                | 29:24      |
| 2     | Davor Aaron Bienenfeld (SSC Hanau-Rodenbach) | 29:29      |
| 3     | Markus Görger (LG Region Karlsruhe)          | 29:38      |
| 4     | Jonathan Dahlke (TSV Bayer 04 Leverkusen)    | 29:45      |
| 5     | Tom Förster (LG Braunschweig)                | 30:10      |
| 6     | Sebastian Hendel (LG Braunschweig)           | 30:11      |
| 7     | Till Grommisch (TSV Bayer 04 Leverkusen)     | 30:13      |
| 8     | Thorben Dietz (SSV Ulm 1846)                 | 30:24      |

Datum: 10. September
fand in Bad Liebenzell statt

### 10-km-Straßenlauf, Mannschaftswertung
| Platz | Verein, Besetzung                                                            | Zeit (h) |
| ----- | ---------------------------------------------------------------------------- | -------- |
| 1     | TSV Bayer 04 Leverkusen (Jonathan Dahlke, Till Grommisch, Jonas Humke)       | 1:30:21  |
| 2     | LG Region Karlsruhe (Markus Görger, Simon Stützel, Jannik Weiß)              | 1:31:10  |
| 3     | LG Braunschweig (Tom Förster, Sebastian Hendel, Joseph Katib)                | 1:32:00  |
| 4     | LAV Stadtwerke Tübingen (Jan Philipp Kisker, Lorenz Baum, Silvan Rauscher)   | 1:32:09  |
| 5     | SSC Hanau-Rodenbach (Davor Aaron Bienenfeld, Tristan Kaufhold, Marius Abele) | 1:32:10  |
| 6     | LC Rehlingen (Richard Ringer, Alexander Bock, Lennart Zehfeld)               | 1:32:31  |
| 7     | LG Telis Finanz Regensburg (Tobias Ritter, Fabian Lutz, Tobias Prater)       | 1:33:56  |
| 8     | LG Nord Berlin (Niels Michalk, Michael Alber, Dan Bürger)                    | 1:34:37  |

Datum: 10. September
fand in Bad Liebenzell statt

### Halbmarathon
| Platz | Athlet, Verein                             | Zeit (h)   |
| ----- | ------------------------------------------ | ---------- |
| 1     | Richard Ringer (LC Rehlingen)              | 1:01:44 CR |
| 2     | Simon Boch (LG Telis Finanz Regensburg)    | 1:01:54000 |
| 3     | Filmon Teklebrhan-Berhe (LAC Freiburg)     | 1:02:17000 |
| 4     | Jonathan Dahlke (TSV Bayer 04 Leverkusen)  | 1:04:38000 |
| 5     | Florian Röser (TV Konstanz)                | 1:05:01000 |
| 6     | Tobias Ritter (LG Telis Finanz Regensburg) | 1:06:02000 |
| 7     | Niels Michalk (LG Nord Berlin)             | 1:06:03000 |
| 8     | Lorenz Baum (LAV Stadtwerke Tübingen)      | 1:06:26000 |

Datum: 26. März
fand in Freiburg – im Rahmen des Freiburg-Marathons statt

### Halbmarathon, Mannschaftswertung
| Platz | Verein, Besetzung                                                            | Zeit (h) |
| ----- | ---------------------------------------------------------------------------- | -------- |
| 1     | LG Telis Finanz Regensburg (Simon Boch, Tobias Ritter, Maximilian Zeus)      | 3:14:42  |
| 2     | TV Konstanz (Florian Röser, Niklas Hänze, Jens Ziganke)                      | 3:19:44  |
| 3     | LAV Stadtwerke Tübingen (Lorenz Baum, Anthony Tomsich, Jan-Philipp Kisker)   | 3:20:56  |
| 4     | LC Rehlingen (Richard Ringer, Alexander Bock, Philipp Stief)                 | 3:21:09  |
| 5     | Laufteam Kassel (Fabian Reuter, Marius Puchta, Leonardo Ortolano)            | 3:23:31  |
| 6     | LAC Freiburg (Filmon Teklebrhan-Berhe, Frederik Schäfer, Lucas Worth)        | 3:23:49  |
| 7     | LG Nord Berlin (Niels Michalk, Michael Alber, Dan Bürger)                    | 3:24:33  |
| 8     | TSV Bayer 04 Leverkusen (Jonathan Dahlke, Alex Paulien, Steffen Riestenpatt) | 3:26:50  |

Datum: 26. März
fand in Freiburg – im Rahmen des Freiburg-Marathons statt

### Marathonlauf
| Platz | Athlet, Verein                                         | Zeit (h) |
| ----- | ------------------------------------------------------ | -------- |
| 1     | Lorenz Baum (LAV Stadtwerke Tübingen)                  | 2:15:57  |
| 2     | Erik Hille (LT Haspa Marathon Hamburg)                 | 2:18:35  |
| 3     | Tom Thurley (Potsdamer Laufclub)                       | 2:19:08  |
| 4     | Sascha Van Staa (LC Rapid Dortmund)                    | 2:20:11  |
| 5     | Lars Christian Schwalm (Leichtathletikclub Kronshagen) | 2:23:25  |
| 6     | Linus Korsmeier (Milers Colonia 2020)                  | 2:25:02  |
| 7     | Florian Röser (TV Konstanz)                            | 2:26:18  |
| 8     | Lothar Wyrwoll (Aachener TG)                           | 2:27:17  |

Datum: 1. Oktober
fand im Rahmen des Köln-Marathons statt

### Marathonlauf, Mannschaftswertung
| Platz | Verein, Besetzung                                                        | Zeit (h) |
| ----- | ------------------------------------------------------------------------ | -------- |
| 1     | Aachener TG (Lothar Wyrwoll, Nico Fuchs, Maurice Müller)                 | 7:45:59  |
| 2     | Milers Colonia 2020 I (Linus Korsmeier, Markus Mey, Markus Meinke)       | 7:55:54  |
| 3     | SV Waldkirch (Dominik Haberstroh, Balthasar Larisch, Raffael Schaffrick) | 7:58:37  |
| 4     | PTSV Rosenheim (Jakob Heindl, Tobias Haumann, Winfried Huber)            | 8:09:01  |
| 5     | Hannover 96 (Guido Vollkommer, Christian Schlamelcher, Moritz Marquard)  | 8:20:44  |
| 6     | TV Refrath (Johannes Ritter, Manuel Skopnik, Niklas von der Assen)       | 8:24:48  |
| 7     | Milers Colonia 2020 II (Christian Jonen, Lukas Dotzauer, Martin Koller)  | 8:26:40  |
| 8     | TuS Deuz (Christian Becker, Viktor Horch, Folker Schepp)                 | 8:34:10  |

Datum: 1. Oktober
fand im Rahmen des Köln-Marathons statt

### 50-km-Straßenlauf(DUV)
| Platz | Athlet, Verein                            | Zeit (h) |
| ----- | ----------------------------------------- | -------- |
| 1     | Alexander Bock (LC Rehlingen)             | 3:04:54  |
| 2     | Lukas Kley (TV Refrath)                   | 3:18:31  |
| 3     | Tobias Kaufhold (LaufLeben Running Crew)  | 3:19:53  |
| 4     | Christoph Kroll (LTV Obereichsfeld)       | 3:21:48  |
| 5     | Markus Mey (Milers Colonia)               | 3:29:55  |
| 6     | Robert Jäkel (TuS 08 Lintorf)             | 3:36:32  |
| 7     | Manuel Skopnik (TV Refrath)               | 3:37:16  |
| 8     | Christian Muth (TSG Schwäbisch Hall 1844) | 3:40:50  |

Datum: 15. Juli
fand in Duisburg im Rahmen des 5. Regattabahn Ultras 50 km

### 50-km-Straßenlauf(DUV), Mannschaftswertung
| Platz | Verein, Besetzung                                                        | Zeit (h) |
| ----- | ------------------------------------------------------------------------ | -------- |
| 1     | TV Refrath (Lukas Kley, Manuel Skopnik, Simon Richers)                   | 11:38:50 |
| 2     | Die Laufpartner (Martin Armenat, Rainer Knust, Marius Boenke)            | 11:52:29 |
| 3     | LG Ultralauf I (Ralf Gundermann, Timo Hölzchen, Christoph Schneider)     | 12:00:32 |
| 4     | Spiridon Frankfurt (Florian Kaltenbach, Lothar Esser, Bodo Hoffmann)     | 12:03:53 |
| 5     | LG Ultralauf II (Tiemo Schilling-Frenk, Thomas Blumtritt, Walter Hösch)  | 12:55:21 |
| 6     | LG Mauerweg Berlin (Fabian Theimert, Jörn Künstner, Matthias Rottenbach) | 13:00:20 |
| 7     | LG Ultralauf III (Dirk Minnebusch, Klaus Haake, Guido Piehlmeier)        | 13:36:11 |
| 8     | LG Ultralauf IV (Marc Heupel, Michael Irrgang, Michael Bohm)             | 15:12:00 |

Datum: 15. Juli
fand in Duisburg im Rahmen des 5. Regattabahn Ultras 50 km

### 100-km-Straßenlauf(DUV)
| Platz | Athlet, Verein                                              | Zeit (h) |
| ----- | ----------------------------------------------------------- | -------- |
| 1     | Felix Weber (sportTREND Ultralauf- und Triathlonteam)       | 6:52:50  |
| 2     | Johannes Arens (TG Kitzingen)                               | 6:53:12  |
| 3     | Thomas Ungethüm (VfB Lengenfeld)                            | 7:23:35  |
| 4     | Timo Striegel (SKV Eglosheim)                               | 7:27:59  |
| 5     | Patrick Kaczynski (sportTREND Ultralauf- und Triathlonteam) | 7:56:59  |
| 6     | Fabian Deibl (LG Ultralauf)                                 | 7:59:11  |
| 7     | Sebastian Böck (TG Würzburg)                                | 8:02:20  |
| 8     | Ralf Gundermann (LG Ultralauf)                              | 8:04:00  |

Datum: 1. April
fand in Ubstadt-Weiher im Rahmen des offenen Rennens Rund um den Hardtsee statt

### 100-km-Straßenlauf(DUV), Mannschaftswertung
| Platz | Verein, Besetzung                                                                      | Zeit (h) |
| ----- | -------------------------------------------------------------------------------------- | -------- |
| 1     | sportTREND Ultralauf- und Triathlonteam (Felix Weber, Patrick Kaczynski, Marcel Leuze) | 23:11:13 |
| 2     | LG Ultralauf I (Fabian Deibl, Ralf Gundermann, Fabian Benz)                            | 24:54:48 |
| 3     | Spiridon Frankfurt (Florian Kaltenbach, Lothar Esser, Mike Sethmacher)                 | 27:11:30 |
| 4     | LG Ultralauf II (Eike Kleiner, Hans-Dieter Jancker, Holger Hedelt)                     | 28:15:59 |
| 5     | LSG Weiher (Klaus Bensching, Gregor Stößer, Anton Kraft)                               | 28:22:10 |
| 6     | LG Mauerweg Berlin (Tobias Langer, Sascha Dehling, Jörn Künstner)                      | 28:33:13 |
| 7     | LG Ultralauf III (Dominic Henzler, Dirk Minnebusch, Florian Gossenauer)                | 29:32:53 |
| 8     | LG Ultralauf IV (Guido Piehlmeier, Sven Furrer, Walter Hösch)                          | 31:50:26 |

Datum: 1. April
fand in Ubstadt-Weiher statt

### 110 m Hürden
| Platz | Athlet, Verein                                     | Zeit (s) |
| ----- | -------------------------------------------------- | -------- |
| 1     | Manuel Mordi (Hamburger SV)                        | 13,77    |
| 2     | Tim Eikermann (TSV Bayer 04 Leverkusen)            | 13,82    |
| 3     | Gregory Minoue (TV Angermund)                      | 13,84    |
| 4     | Fred Isaac Fleurisson (SV Leonardo-da-Vinci Nauen) | 14,08    |
| 5     | Kai Kazmirek (LG Rhein-Wied)                       | 14,41    |
| 6     | Felix Klecker (TSV Schott Mainz)                   | 14,65    |
| 7     | Julian Molkenthin (SC Berlin)                      | 14,75    |
| DNF   | Stefan Volzer (VfL Sindelfingen)                   |          |

Datum: 8. Juli
Wind: +0,1 m/s

### 400 m Hürden
| Platz | Athlet, Verein                                       | Zeit (s) |
| ----- | ---------------------------------------------------- | -------- |
| 1     | Joshua Abuaku (Eintracht Frankfurt)                  | 48,45    |
| 2     | Constantin Preis (VfL Sindelfingen)                  | 48,45    |
| 3     | Darius Gußmann (Eintracht Frankfurt)                 | 50,79    |
| 4     | Luca Hey (THW Kiel)                                  | 51,78    |
| 5     | Samuel Malte Thömmes (LG Unterlüß/Faßberg/Oldendorf) | 51,90    |
| 6     | Jordan Gordon (Hannover 96)                          | 52,71    |
| 7     | Niclas Jan Kaluza (Eintracht Hildesheim)             | 53,52    |
| 8     | Janis-Elias Pohl (Eintracht Frankfurt)               | 59,71    |

Datum: 9. Juli

### 3000 m Hindernis
| Platz | Athlet, Verein                                 | Zeit (min) |
| ----- | ---------------------------------------------- | ---------- |
| 1     | Karl Bebendorf (Dresdner SC)                   | 8:24,52    |
| 2     | Jens Mergenthaler (LG farbtex Nordschwarzwald) | 8:26,35    |
| 3     | Niklas Buchholz (LSC Höchstadt/Aisch)          | 8:27,06    |
| 4     | Velten Schneider (VfL Sindelfingen)            | 8:27,72    |
| 5     | Nick Jäger (LSC Höchstadt/Aisch)               | 8:34,24    |
| 6     | Frederik Ruppert (SC Myhl LA)                  | 8:40,88    |
| 7     | Brian Weisheit (LSC Höchstadt/Aisch)           | 8:54,49    |
| 8     | Constantin Feist (TV Wattenscheid 01)          | 8:58,32    |

Datum: 8. Juli

### 4 × 100 m Staffel
| Platz | Verein, Besetzung                                                                      | Zeit (s) |
| ----- | -------------------------------------------------------------------------------------- | -------- |
| 1     | TV Wattenscheid 01 (Michael Bryan, Kevin Ugo, Robin Erewa, Joshua Koßmann)             | 39,39    |
| 2     | Hamburger SV (Paul Erdle, Matti Wellm, Moritz Mainka, Lucas Ansah-Peprah)              | 39,49    |
| 3     | MTG Mannheim (Timo Lange, Robin Ganter, Jonas Kriesamer, Tim Alexander Kolbe)          | 39,74    |
| 4     | LG Brillux Münster (Markus Greufe, Jakob Bruns, Jan-Luca Fröse, Leonard Horstmann)     | 40,01    |
| 5     | Eintracht Frankfurt (Florian Daum, Philip Hennemuth, Daniel Borchardt, Lennard Wagner) | 40,13    |
| 6     | TSV Bayer 04 Leverkusen (Jonas Klein, Sven Bulik, Maurice Grahl, Tim Eikermann)        | 40,41    |
| 7     | LG Rhein-Wied (Lennert Kolberg, Reiko van Wees, Pascal Kirstges, Florian Raadts)       | 40,59    |
| 8     | LG Stadtwerke München (Tim Wermuth, Moritz von Kuk, Alessandro Rastelli, Advait Nair)  | 40,92    |

Datum: 9. Juli
entschieden in drei zu einem Gesamtergebnis zusammengefassten Zeitendläufen

### 4 × 400 m Staffel
| Platz | Verein, Besetzung                                                                              | Zeit (min) |
| ----- | ---------------------------------------------------------------------------------------------- | ---------- |
| 1     | LG Nord Berlin (Joseph Mouaha, Alexander Hanke, Johannes Wuthe, Marc Koch)                     | 3:12,60    |
| 2     | LG Olympia Dortmund (Jonas Breitkopf, Jenning Färber, Henrik Krause, Manuel Sanders)           | 3:12,71    |
| 3     | TSV Gräfelfing (Michael Schäfer, Johannes Trefz, Benedikt Wiesend, Arne Leppelsack)            | 3:12,80    |
| 4     | VfL Sindelfingen (Aleksandar Gacic, Maximilian Dillitzer, Alexander Stepanov, Arne Leppelsack) | 3:14,15    |
| 5     | LG Region Karlsruhe (Marvin Hock, Maximilian Köhler, Niclas Schmid, Alexander Kessler)         | 3:15,60    |
| 6     | LG Stadtwerke München (Fabian Schäffler, Vincent Schwenk, Fabian Zwerger, Joshua Oehms)        | 3:31,21    |

Datum: 29. April
fand in Bietigheim-Bissingen im Rahmen der Deutschen Meisterschaften für Langstaffeln statt
nur sechs Teilnehmerstaffeln

### 3 × 1000 m Staffel
| Platz | Verein, Besetzung                                                               | Zeit (min) |
| ----- | ------------------------------------------------------------------------------- | ---------- |
| 1     | LSC Höchstadt/Aisch I (Brian Weisheit, Nick Jäger, Florian Bremm)               | 7:18,35    |
| 2     | Athletics Team Karben (Niklas Harsy, Jan Dillemuth, Marc Tortell)               | 7:18,55    |
| 3     | LG farbtex Nordschwarzwald (Henri Hansert, Timo Benitz, Jens Mergenthaler)      | 7:18,77    |
| 4     | SC DHfK Leipzig (Conrad Kieselberger, Oliver Kreisel, Artur Beimler)            | 7:18,95    |
| 5     | LG Region Karlsruhe (Felix Wammetsberger, Alexander Kessler, Christoph Kessler) | 7:20,29    |
| 6     | TSV Bayer 04 Leverkusen (Steffen Riestenpatt, Till Grommisch, Tom Klose)        | 7:28,98    |
| 7     | VfL Sindelfingen (Leonard Baranski, Tim Hofmann, Velten Schneider)              | 7:29,46    |
| 8     | LSC Höchstadt/Aisch II (Niklas Buchholz, Friedrich Biniok, Theodor Schell)      | 7:32,26    |

Datum: 29. April
fand in Bietigheim-Bissingen im Rahmen der Deutschen Meisterschaften für Langstaffeln statt
entschieden in zwei zu einem Gesamtergebnis zusammengefassten Zeitendläufen

### 10.000 Meter Bahngehen
| Platz | Athlet, Verein                      | Zeit (min) |
| ----- | ----------------------------------- | ---------- |
| 1     | Christopher Linke (SC Potsdam)      | 39:51,11   |
| 2     | Carl Dohmann (SCL Heel Baden-Baden) | 40:36,74   |
| 3     | Leo Köpp (LG Nord Berlin)           | 40:48,58   |
| 4     | Jonathan Hilbert (LG Ohra Energie)  | 41:18,11   |
| 5     | Nathaniel Seiler (TV Bühlertal)     | 42:01,79   |

Datum: 24. Juni
fand in Bühlertal statt
nur fünf Teilnehmer

### 20 km Straßengehen
| Platz | Athlet, Verein                     | Zeit (h) |
| ----- | ---------------------------------- | -------- |
| 1     | Christopher Linke (SC Potsdam)     | 1:21:00  |
| 2     | Nils Brembach (SC Potsdam)         | 1:22:15  |
| 3     | Leo Köpp (LG Nord Berlin)          | 1:24:14  |
| 4     | Johannes Frenzl (SC Potsdam)       | 1:24:20  |
| 5     | Steffen Borsch (SV Halle)          | 1:45:23  |
| 6     | Pascal Artus (Eintracht Frankfurt) | 1:51:28  |
| 7     | Denis Franke (TV Bühlertal)        | 1:58:19  |
| 8     | Andreas Wild (ASV Erfurt)          | 2:00:32  |

Datum: 15. April
fand in Erfurt statt

### 20 km Straßengehen, Mannschaftswertung
| Platz | Verein, Besetzung                                                     | Zeit (h) |
| ----- | --------------------------------------------------------------------- | -------- |
| 1     | SC Potsdam (Christopher Linke, Nils Brembach, Johannes Frenzl)        | 4:07:32  |
| 2     | ASV Erfurt (Andreas Wild, Reinhard Langhammer, Ronald Papst)          | 6:44:03  |
| 3     | Polizei SV Berlin (Stefan Lehmann, Ralf Janotte, Bernd Ocker Hölters) | 7:16:43  |

Datum: 15. April
fand in Erfurt statt
nur drei Teams in der Wertung

### 35 km Straßengehen
| Platz | Athlet, Verein                         | Zeit (h)   |
| ----- | -------------------------------------- | ---------- |
| 1     | Karl Junghannß (LC Top Team Thüringen) | 2:28:19 CR |
| 2     | Carl Dohmann (SCL Heel Baden-Baden)    | 2:31:52000 |
| 3     | Nathaniel Seiler (TV Bühlertal)        | 2:33:39000 |
| 4     | Jonathan Hilbert (LG Ohra Energie)     | 2:33:56000 |

Datum: 15. April
fand in Erfurt statt
nur vier Teilnehmer am Start

### Hochsprung
| Platz | Athlet, Verein                           | Höhe (m) |
| ----- | ---------------------------------------- | -------- |
| 1     | Tobias Potye (LG Stadtwerke München)     | 2,27     |
| 2     | Falk Wendrich (LAZ Soest)                | 2,18     |
| 3     | Florian Hornig (TSV Bayer 04 Leverkusen) | 2,10     |
| 4     | Lukas Haiduk (LG Neumünster)             | 2,05     |
| 4     | Jonas Pomsel (LG Nord Berlin)            | 2,05     |
| 6     | Alexander Bai (MTV Hanstedt)             | 2,05     |
| 6     | Finn Drümmer (Kaltenkirchener TS)        | 2,05     |
| 6     | Tom Ediger (TSV Bayer 04 Leverkusen)     | 2,05     |

Datum: 8. Juli

### Stabhochsprung
| Platz | Athlet, Verein                                 | Höhe (m) |
| ----- | ---------------------------------------------- | -------- |
| 1     | Bo Kanda Lita Baehre (TSV Bayer 04 Leverkusen) | 5,82     |
| 2     | Oleg Zernikel (ASV Landau)                     | 5,52     |
| 3     | Gillian Ladwig (Schweriner SC)                 | 5,52     |
| 4     | Raphael Holzdeppe (LAZ Zweibrücken)            | 5,42     |
| 4     | Louis Pröbstle (TSV Gräfelfing)                | 5,42     |
| 6     | Till Marburger (LG Olympia Dortmund)           | 5,32     |
| 7     | Tom Linus Humann (TSV Bayer 04 Leverkusen)     | 5,22     |
| 8     | Dennis Schober (ASV Landau)                    | 5,02     |
| 8     | Niklas Tuschling (1. LAV Rostock)              | 5,02     |
| 8     | Jan Volkmar (Eschweger TSV)                    | 5,02     |
| 8     | Luke Zenker (TSV Bayer 04 Leverkusen)          | 5,02     |

Datum: 7. Juli
fand in Düsseldorf statt

### Weitsprung
| Platz | Athlet, Verein                           | Weite (m) |
| ----- | ---------------------------------------- | --------- |
| 1     | Simon Batz (MTG Mannheim)                | 7,97      |
| 2     | Luka Herden (LG Brillux Münster)         | 7,91      |
| 3     | Fabian Heinle (VfB Stuttgart)            | 7,70      |
| 4     | Kevin Brucha (Leichtathletik Club Jena)  | 7,67      |
| 5     | Felix Wolter (TSV Gräfelfing)            | 7,62      |
| 6     | Maximilian Busse (LG Brillux Münster)    | 7,30      |
| 7     | Kai Kazmirek (LG Rhein-Wied)             | 7,25      |
| 8     | Valentin Brenner (LC Top Team Thüringen) | 7,07      |

Datum: 9. Juli

### Dreisprung
| Platz | Athlet, Verein                         | Weite (m) |
| ----- | -------------------------------------- | --------- |
| 1     | Max Heß (LAC Erdgas Chemnitz)          | 16,12     |
| 2     | Pascal Boden (Dresdner SC 1898)        | 15,55     |
| 3     | Gabriel Wiertz (TuS 1860 Pfarrkirchen) | 15,31     |
| 4     | Franjo Franke (LAC Erdgas Chemnitz)    | 15,11     |
| 5     | Steven Freund (LAC Erdgas Chemnitz)    | 15,11     |
| 6     | Denyo Schluckwerder (LAC Berlin)       | 14,85     |
| 7     | Joel Kuluki (LBV Phönix Lübeck)        | 14,85     |
| 8     | Pascal Lehmann (SC Potsdam)            | 14,79     |

Datum: 8. Juli

### Kugelstoßen
| Platz | Athlet, Verein                        | Weite (m) |
| ----- | ------------------------------------- | --------- |
| 1     | Dennis Lukas (LG Idar-Oberstein)      | 19,82     |
| 2     | Tizian Lauria (VfL Sindelfingen)      | 19,65     |
| 3     | Silas Ristl (LAC Essingen)            | 19,65     |
| 4     | Christian Zimmermann (Kirchheimer SC) | 19,56     |
| 5     | Eric Maihöfer (VfL Sindelfingen)      | 19,42     |
| 6     | Cedric Trinemeier (MTG Mannheim)      | 19,09     |
| 7     | Philipp Thomas (SV Halle)             | 18,34     |
| 8     | Leon Schwöbel (LG Rhein-Wied)         | 18,32     |

Datum: 8. Juli

### Diskuswurf
| Platz | Athlet, Verein                       | Weite (m) |
| ----- | ------------------------------------ | --------- |
| 1     | Henrik Janssen (SC Magdeburg)        | 63,93     |
| 2     | Steven Richter (LV 90 Erzgebirge)    | 63,57     |
| 3     | Christoph Harting (LG Nord Berlin)   | 62,87     |
| 4     | David Wrobel (VfB Stuttgart)         | 62,67     |
| 5     | Daniel Jasinski (TV Wattenscheid 01) | 62,14     |
| 6     | Henning Prüfer (SC Potsdam)          | 61,38     |
| 7     | Marius Karges (Eintracht Frankfurt)  | 61,36     |
| 8     | Clemens Prüfer (SC Potsdam)          | 60,94     |

Datum: 9. Juli

### Hammerwurf
| Platz | Athlet, Verein                               | Weite (m) |
| ----- | -------------------------------------------- | --------- |
| 1     | Sören Klose (Eintracht Frankfurt)            | 73,90     |
| 2     | Konstantin Steinfurth (LG Eppstein-Kelkheim) | 68,33     |
| 3     | Christoph Gleixner (Eintracht Frankfurt)     | 67,65     |
| 4     | Fabio Hessling (SV GO! Saar 05 Saarbrücken)  | 65,98     |
| 5     | Raphael Winkelvoss (TSV Bayer 04 Leverkusen) | 64,17     |
| 6     | Torben Schaper (VfL Eintracht Hannover)      | 64,03     |
| 7     | Kai Hurych (KSV Fürth 09)                    | 63,48     |
| 8     | Corsin Wörner (LAG Obere Murg)               | 61,38     |

Datum: 9. Juli

### Speerwurf
| Platz | Athlet, Verein                          | Weite (m) |
| ----- | --------------------------------------- | --------- |
| 1     | Julian Weber (USC Mainz)                | 88,72     |
| 2     | Maurice Voigt (LG Ohra Energie)         | 77,43     |
| 3     | Casimir Matterne (Hannover 96)          | 71,18     |
| 4     | Thomas Röhler (LC Jena)                 | 71,44     |
| 5     | Jakob Eberler (LG Landkreis Roth)       | 69,71     |
| 6     | Florian Zimmermann (SC Potsdam)         | 69,00     |
| 7     | Nico Rensmann (TSV Bayer 04 Leverkusen) | 64,82     |

Datum: 8. Juli
(nur sieben Teilnehmer)

### Zehnkampf
| Platz | Athlet, Verein                      | Punkte |
| ----- | ----------------------------------- | ------ |
| 1     | Marcel Meyer (Hannover 96)          | 8190   |
| 2     | Tim Nowak (SSV Ulm 1846)            | 7897   |
| 3     | Nils Kruse (LG Region Karlsruhe)    | 7003   |
| 4     | Martin Kratz (TV Gelnhausen)        | 6794   |
| 5     | Marvin Gregor (LG Kreis Gütersloh)  | 6669   |
| 6     | Aaron Strupp (1. FC Kaiserslautern) | 6636   |
| 7     | Dennis Hannig (TV Angermund)        | 6620   |
| 8     | Jan Ollech (USC Bochum)             | 6597   |

Datum: 2./3. September
fand in Hannover statt

### Zehnkampf, Mannschaftswertung
| Platz | Verein, Besetzung                                                    | Punkte |
| ----- | -------------------------------------------------------------------- | ------ |
| 1     | Hannover 96 (Marcel Meyer, Cristian Ifrim, Tyl Rozok)                | 21.231 |
| 2     | LG Steinlach-Zollern (Niklas Kretschmer, Finn Schulz, Joshua Kommer) | 18.017 |

Datum: 2./3. September
fand in Hannover statt
nur zwei Mannschaften in der Wertung

### Crosslauf(Mittelstrecke) –4,35 km
| Platz | Athlet, Verein                                 | Zeit (min) |
| ----- | ---------------------------------------------- | ---------- |
| 1     | Jens Mergenthaler (LG farbtex Nordschwarzwald) | 12:11      |
| 2     | Konstantin Wedel (LG Telis Finanz Regensburg)  | 12:17      |
| 3     | Marc Tortell (Athletics Team Karben)           | 12:23      |
| 4     | Niklas Buchholz (LSC Höchstadt/Aisch)          | 12:38      |
| 5     | Felix Wammetsberger (LG Region Karlsruhe)      | 12:44      |
| 6     | Marius Probst (TV Wattenscheid 01)             | 12:46      |
| 7     | Timo Benitz (LG farbtex Nordschwarzwald)       | 12:52      |
| 8     | Christoph Kessler (LG Region Karlsruhe)        | 12:54      |

Datum: 25. November
fand in Perl statt

### Crosslauf(Mittelstrecke) –4,35 km, Mannschaftswertung
| Platz | Verein, Besetzung                                                            | Pl.Ziff. |
| ----- | ---------------------------------------------------------------------------- | -------- |
| 1     | LG farbtex Nordschwarzwald I (Jens Mergenthaler, Timo Benitz, Henri Hansert) | 019      |
| 2     | LG Region Karlsruhe (Felix Wammetsberger, Christoph Kessler, Jannik Weiß)    | 027      |
| 3     | SSV Ulm 1846 (Robert Fülle, Fabian Konrad, Tom Jäger)                        | 057      |
| 4     | LC Euskirchen (Ralf Ulmer, Timo Küpper, Marco Müller)                        | 059      |
| 5     | LSC Höchstadt/Aisch (Niklas Buchholz, Brian Weisheit, Friedrich Biniok)      | 059      |
| 6     | Hamburg Running (Gerrit Kröger, Tobias Middendorf, Max Schröter)             | 069      |
| 7     | TSV Bayer 04 Leverkusen II (Tom Klose, Alex Paulien, Steffen Riestenpatt)    | 097      |
| 8     | LG farbtex Nordschwarzwald II (Dominic Müller, Nils Holocher, Fabian Müller) | 105      |

Datum: 25. November
fand in Perl statt

### Crosslauf(Langstrecke) –9,7 km
| Platz | Athlet, Verein                                 | Zeit (min) |
| ----- | ---------------------------------------------- | ---------- |
| 1     | Markus Görger (LG Region Karlsruhe)            | 27:45      |
| 2     | Filmon Teklebrhan-Berhe (LAC Freiburg)         | 28:31      |
| 3     | Davor Aaron Bienenfeld (SSC Hanau-Rodenbach)   | 28:34      |
| 4     | Maximilian Thorwirth (SFD 75 Düsseldorf-Süd)   | 28:36      |
| 5     | Nick Jäger (LSC Höchstadt/Aisch)               | 28:40      |
| 6     | Konstantin Wedel (LG Telis Finanz Regensburg)  | 28:52      |
| 7     | Jan Lukas Becker (LSG Saarbrücken-Sulzbachtal) | 29:00      |
| 8     | Felix Nadeborn (LG Osnabrück)                  | 29:24      |
| 8     | Florian Bremm (LSC Höchstadt/Aisch)            | 29:24      |

Datum: 25. November
fand in Perl statt

### Crosslauf(Langstrecke) –9,7 km, Mannschaftswertung
| Platz | Verein, Besetzung                                                             | Pl.Ziff. |
| ----- | ----------------------------------------------------------------------------- | -------- |
| 1     | LSC Höchstadt/Aisch (Nick Jäger, Florian Bremm, Niklas Buchholz)              | 31       |
| 2     | TSV Bayer 04 Leverkusen (Jonathan Dahlke, Max Nores, Till Grommisch)          | 42       |
| 3     | SG Wenden (Jonas Hoffmann, Fabian Jenne, Frederik Jonas Wehner)               | 50       |
| 4     | LAC Freiburg (Filmon Teklebrhan-Berhe, Frederik Schäfer, Lucas Worth)         | 51       |
| 5     | LG Telis Finanz Regensburg (Konstantin Wedel, Tobias Ritter, Maximilian Zeus) | 59       |
| 6     | SSC Hanau-Rodenbach (Davor Aaron Bienenfeld, Julius Hild, Lukas Abele)        | 67       |
| 7     | LG Osnabrück (Felix Nadeborn, Nils Huhtakangas, Torben Flatemersch)           | 75       |
| 8     | ASC 1990 Breidenbach (Kilian Schreiner, Lorenz Rau, Nikolas Wardenski)        | 95       |

Datum: 25. November
fand in Perl statt

### Berglauf–9,9 km / 654 Höhenmeter
| Platz | Athlet, Verein                               | Zeit (min) |
| ----- | -------------------------------------------- | ---------- |
| 1     | Lukas Ehrle (LG Brandenkopf)                 | 38:43      |
| 2     | Maximilian Zeus (LG Telis Finanz Regensburg) | 40:06      |
| 3     | Felix Köhler (LG Brandenkopf)                | 40:46      |
| 4     | Philipp Stuckhardt (SSC Hanau-Rodenbach)     | 41:01      |
| 5     | Sascha Chwalek (LAV Stadtwerke Tübingen)     | 41:06      |
| 6     | Jens Ziganke (TV Konstanz)                   | 41:16      |
| 7     | Julius Ott (TSG Weinheim)                    | 41:27      |
| 8     | Marius Abele (SSC Hanau-Rodenbach)           | 41:28      |

Datum: 29. April
fand in Bühlertal im Rahmen des Hundseck Berglaufs statt

### Berglauf–9,9 km / 654 Höhenmeter, Mannschaftswertung
| Platz | Verein, Besetzung                                                             | Zeit (h) |
| ----- | ----------------------------------------------------------------------------- | -------- |
| 1     | SSC Hanau-Rodenbach I (Philipp Stuckhardt, Marius Abele, Julius Hild)         | 2:05:12  |
| 2     | LG Brandenkopf (Lukas Ehrle, Felix Köhler, Ulrich Benz)                       | 2:06:31  |
| 3     | SG Wenden (Fabian Jenne, Nils Schäfer, Markus Mockenhaupt)                    | 2:08:52  |
| 4     | TV Maikammer (Lennart Nies, Eric Nies, Marcel Job)                            | 2:12:00  |
| 5     | Lauffeuer Chiemgau (Gabriel Wimmer, Martin Borgenheimer, Maximilian Kirmeier) | 2:13:30  |
| 6     | LAV Stadtwerke Tübingen (Sascha Chwalek, Jakob Macke, Marius Stang)           | 2:14:02  |
| 7     | SSC Hanau-Rodenbach II (Lukas Abele, Christian Ache, Jonathan Erdniß)         | 2:15:25  |
| 8     | SV Waldkirch II (Balthasar Larisch, Dominik Haberstroh, Raffael Schaffrik)    | 2:15:30  |

Datum: 29. April
fand in Bühlertal im Rahmen des Hundseck Berglaufs statt

### 6-Stunden-Lauf(DUV)
| Platz | Athlet, Verein                            | Strecke (km) |
| ----- | ----------------------------------------- | ------------ |
| 1     | Michael Ohler (TSV Kandel)                | 82,64364 CR  |
| 2     | Gerrit Wegener (Die Laufpartner)          | 77,69044000  |
| 3     | Marius Seith (LSG Karlsruhe)              | 75,63356000  |
| 4     | Tobias Mieth (SV Elbland Coswig-Meißen)   | 75,12912000  |
| 5     | Martin Armenat (Die Laufpartner)          | 74,12268000  |
| 6     | Florian Kaltenbach (Spiridon Frankfurt)   | 73,62968000  |
| 7     | Jan-Kristof Müller (TRC Essen)            | 73,54268000  |
| 8     | Marko Gränitz (Laufgemeinschaft Würzburg) | 72,97624000  |

Datum: 1. Oktober
fand im Rahmen des 5. Dreilinden Ultra-Laufs in Kleinmachnow statt

### 6-Stunden-Lauf(DUV), Mannschaftswertung
| Platz | Verein, Besetzung                                                         | Strecke (km) |
| ----- | ------------------------------------------------------------------------- | ------------ |
| 1     | Die Laufpartner (Gerrit Wegener, Martin Armenat, Rainer Knust)            | 223,61492 CR |
| 2     | Laufgemeinschaft Würzburg (Marko Gränitz, Florian Reus, Rainer Koch)      | 214,28596000 |
| 3     | LG Nord Berlin Ultrateam (Dirk Kiwus, Enrico Wiessner, Dominik Pick)      | 207,24088000 |
| 4     | LG Mauerweg Berlin I (Norbert Zeppitz, Mathias De Prest, Fabian Theimert) | 203,49312000 |
| 5     | Spiridon Frankfurt (Florian Kaltenbach, Lothar Esser, Wolfgang Lehmann)   | 200,70580000 |
| 6     | LSG Karlsruhe (Thomas Blumtritt, Michael Krüger, Irwan Harianto)          | 200,20824000 |
| 7     | LG Ultralauf (Florian Kaltenbach, Frederik Stobbe, Guido Piehlmeier)      | 192,88772000 |
| 8     | LG Mauerweg Berlin II (Maik Vogel, Jörn Künstner, Jörg Lockstaedt)        | 185,67364000 |

Datum: 1. Oktober
fand im Rahmen des 5. Dreilinden Ultra-Laufs in Kleinmachnow statt
nur fünf Teams in der Wertung

### Ultratrail(DUV), 74,5km / 2120Höhenmeter
| Platz | Athlet, Verein                            | Zeit (h) |
| ----- | ----------------------------------------- | -------- |
| 1     | Daniel Greiner (SV Sömmerda)              | 6:06:53  |
| 2     | Markus Brennauer (TSV Penzberg)           | 6:15:25  |
| 3     | Marc Schulze (Citylauf-Verein Dresden)    | 6:17:09  |
| 4     | Frank Merrbach (LG Nord Berlin Ultrateam) | 6:28:51  |
| 5     | Max Kirschbaum (LG Ohmbachsee)            | 6:33:29  |
| 6     | Toni Seewald (Ski-Club Gaißach)           | 6:35:16  |
| 7     | Markus Mey (Milers Colonia)               | 6:53:12  |
| 8     | Alexander Sellner (LG Passau)             | 6:53:14  |

Datum: 24. Juni
fand in Breitenbrunn/Erzgeb. im Rahmen des 10. Sachsentrails statt

### Ultratrail(DUV), Mannschaftswertung
| Platz | Verein, Besetzung                                                                           | Zeit (h) |
| ----- | ------------------------------------------------------------------------------------------- | -------- |
| 1     | LG Nord Berlin (Frank Merrbach, Enrico Wiessner, Alexander Dautel)                          | 21:48:36 |
| 2     | GutsMuths-Rennsteiglaufverein I (Marcel König, Peter Schumann, Andre Skrowny)               | 22:54:22 |
| 3     | Spiridon Frankfurt (Stefan Pracht, Lothar Esser, Daniel Arnold)                             | 23:56:02 |
| 4     | LAC Essingen (Lukas Schwella, Sebastian Haas, Jean-Pierre Sedita)                           | 24:04:24 |
| 5     | GutsMuths-Rennsteiglaufverein II (Tim Vincent Spaleck, Johannes Plöttner, Dominik Heimrich) | 24:55:23 |
| 6     | LG Ultralauf (Falk Sittner, Klaus Haake, Hans-Dieter Jancker)                               | 26:56:41 |
| 7     | LG Mauerweg Berlin (Jörn Künstner, Maik Vogel, Eckhardt Seher)                              | 28:05:36 |
| 8     | Laufclub BlueLiner (Matthias Wilshusen, Andreas Schneidewind, Michael Fürer)                | 31:37:16 |

Datum: 24. Juni
fand in Breitenbrunn/Erzgeb. im Rahmen des 10. Sachsentrails statt

### 24-Stunden-Lauf(DUV)
| Platz | Athlet, Verein                                            | Strecke (km) |
| ----- | --------------------------------------------------------- | ------------ |
| 1     | Felix Weber (SportTrend Ultralaufteam Braunschweig)       | 278,3125 DR  |
| 2     | Michael Ohler (TSV 1886 Kandel)                           | 256,34960000 |
| 3     | Marius Seith ( LSG Karlsruhe)                             | 234,85080000 |
| 4     | Tobias Langer (LG Mauerweg Berlin)                        | 223,52830000 |
| 5     | Tobias Mieth (SV Elbland Coswig-Meißen)                   | 218,48970000 |
| 6     | Patrick Kaczynski (SportTrend Ultralaufteam Braunschweig) | 215,28380000 |
| 7     | Frank Wiegand (Team Icehouse)                             | 205,78320000 |
| 8     | Martin Armenat (Die Laufpartner)                          | 204,61200000 |

Datum: 27./28. Mai
fand in Braunschweig statt

### 24-Stunden-Lauf(DUV), Mannschaftswertung
| Platz | Verein, Besetzung                                                                        | Strecke (km) |
| ----- | ---------------------------------------------------------------------------------------- | ------------ |
| 1     | SportTrend Ultralaufteam Braunschweig (Felix Weber, Patrick Kaczynski, Torben Bernhardt) | 697,08       |
| 2     | LG Ultralauf I (Florian Gossenauer, Klaus Haake, Dirk Minnebusch)                        | 591,73       |
| 3     | LG Mauerweg Berlin (Tobias Langer, Jörn Künstner, Matthias Weiser)                       | 568,08       |
| 4     | LG Ultralauf II (Thomas Blumtritt, Thorsten Themm, Dominic Henzler)                      | 551,06       |
| 5     | Spiridon Frankfurt (Florian Kaltenbach, Lothar Esser, Bodo Hoffmann)                     | 536,50       |
| 6     | LSG Karlsruhe (Marius Seith, Irwan Harianto, Peter Anders)                               | 529,63       |
| 7     | LG Nord Berlin Ultrateam (Benjamin Brade, Dirk Kiwus, Stu Thoms)                         | 468,18       |
| 8     | LG Ultralauf III (Guido Piehlmeier, Stefan Daum, Gerhard Kaster)                         | 463,06       |

Datum: 27./28. Mai
fand in Braunschweig statt

## Meisterschaftsresultate Frauen

### 100 m
| Platz | Athletin, Verein                          | Zeit (s) |
| ----- | ----------------------------------------- | -------- |
| 1     | Gina Lückenkemper (SCC Berlin)            | 11,03    |
| 2     | Chelsea Kadiri (SC Magdeburg)             | 11,33    |
| 3     | Sina Mayer (LAZ Zweibrücken)              | 11,40    |
| 4     | Rebekka Haase (Sprintteam Wetzlar)        | 11,41    |
| 5     | Yasmin Kwadwo-Bühner (LC Paderborn)       | 11,41    |
| 5     | Lisa Nippgen (MTG Mannheim)               | 11,41    |
| 7     | Jennifer Montag (TSV Bayer 04 Leverkusen) | 11,43    |
| 8     | Denise Uphoff (LG Stadtwerke München)     | 11,55    |

Datum: 8. Juli
Wind: +0,3 m/s

### 200 m
| Platz | Athletin, Verein                        | Zeit (s) |
| ----- | --------------------------------------- | -------- |
| 1     | Alexandra Burghardt (Wacker Burghausen) | 23,36    |
| 2     | Lisa Nippgen (MTG Mannheim)             | 23,37    |
| 3     | Denise Uphoff (LG Stadtwerke München)   | 23,40    |
| 4     | Keshia Kwadwo (LC Paderborn)            | 23,47    |
| 5     | Louise Wieland (Hamburger SV)           | 23,49    |
| 6     | Vanessa Baldé (Hamburger SV)            | 23,83    |
| 7     | Lea Sophie Benzin (LG Olympia Dortmund) | 23,85    |
| 8     | Holly Okuku (Sprintteam Wetzlar)        | 23,89    |

Datum: 9. Juli
Wind: +0,9 m/s

### 400 m
| Platz | Athletin, Verein                         | Zeit (s) |
| ----- | ---------------------------------------- | -------- |
| 1     | Skadi Schier (SCC Berlin)                | 51,82    |
| 2     | Corinna Schwab (LAC Erdgas Chemnitz)     | 52,27    |
| 3     | Alica Schmidt (SCC Berlin)               | 52,37    |
| 4     | Elisa Lechleitner (LAZ Ludwigsburg)      | 52,78    |
| 5     | Judith Franzen (TSV Bayer 04 Leverkusen) | 53,01    |
| 6     | Hannah Mergenthaler (MTG Mannheim)       | 53,35    |
| 7     | Lisa Sophie Hartmann (VfL Sindelfingen)  | 53,49    |
| 8     | Luna Thiel (VfL Wolfsburg)               | 53,71    |

Datum: 9. Juli

### 800 m
| Platz | Athletin, Verein                           | Zeit (min) |
| ----- | ------------------------------------------ | ---------- |
| 1     | Alina Ammann (TuS Esingen)                 | 2:01,42    |
| 2     | Christina Hering (LG Stadtwerke München)   | 2:01,46    |
| 3     | Majtie Kolberg (LG Kreis Ahrweiler)        | 2:01,52    |
| 4     | Jennifer Hauke (SCC Berlin)                | 2:04,48    |
| 5     | Vanessa Aniteye (Hamburger SV)             | 2:04,59    |
| 6     | Lara Tortell (Athletics Team Karben)       | 2:04,81    |
| 7     | Nele Göhl (LG Eckental)                    | 2:07,00    |
| 8     | Tanja Spill (LAV Bayer Uerdingen/Dormagen) | 2:11,44    |

Datum: 9. Juli

### 1500 m
| Platz | Athletin, Verein                             | Zeit (min) |
| ----- | -------------------------------------------- | ---------- |
| 1     | Katharina Trost (LG Stadtwerke München)      | 4:09,05    |
| 2     | Hanna Klein (LAV Stadtwerke Tübingen)        | 4:09,88    |
| 3     | Nele Weßel (Eintracht Frankfurt)             | 4:13,12    |
| 4     | Verena Meisl (TV Wattenscheid 01)            | 4:13,28    |
| 5     | Vera Coutellier (ASV Köln)                   | 4:15,23    |
| 6     | Anne Spickhoff (LG Telis Finanz Regensburg)  | 4:17,89    |
| 7     | Valerie Koppler (LG Stadtwerke München)      | 4:21,13    |
| 8     | Charlotte Augenstein (Athletics Team Karben) | 4:21,41    |

Datum: 9. Juli

### 5000 m
| Platz | Athletin, Verein                           | Zeit (min) |
| ----- | ------------------------------------------ | ---------- |
| 1     | Lea Meyer (TSV Bayer 04 Leverkusen)        | 15:26,82   |
| 2     | Eva Dieterich (LAV Stadtwerke Tübingen)    | 15:48,69   |
| 3     | Sofia Benfares (LC Rehlingen)              | 16:08,26   |
| 4     | Esther Jacobitz (TK Hannover)              | 16:15,94   |
| 5     | Antonia Schiel (LAV Stadtwerke Tübingen)   | 16:19,53   |
| 6     | Svenja Pingpank (Hannover Athletics)       | 16:21,10   |
| 7     | Tabea Themann (Turnerbund Hamburg-Eilbeck) | 16:25,87   |
| 8     | Lara Kiene (LG Hamm)                       | 16:43,00   |

Datum: 8. Juli

### 10.000 m
| Platz | Athletin, Verein                            | Zeit (min) |
| ----- | ------------------------------------------- | ---------- |
| 1     | Domenika Mayer (LG Telis Finanz Regensburg) | 32:14,34   |
| 2     | Eva Dieterich (LAV Stadtwerke Tübingen)     | 32:17,75   |
| 3     | Deborah Schöneborn (SCC Berlin)             | 32:45,81   |
| 4     | Svenja Pingpank (Hannover Athletics)        | 33:17,82   |
| 5     | Alina Reh (SCC Berlin)                      | 33:21,43   |
| 6     | Selma Benfares (LC Rehlingen)               | 33:36,70   |
| 7     | Marlene Gomez-Göggel (SSV Ulm 1846)         | 34:02,18   |
| 8     | Christina Gerdes (SCC Berlin)               | 34:17,31   |

Datum: 6. Mai
fand in Mittweida statt

### 10-km-Straßenlauf
| Platz | Athletin, Verein                            | Zeit (min) |
| ----- | ------------------------------------------- | ---------- |
| 1     | Domenika Mayer (LG Telis Finanz Regensburg) | 32:22      |
| 2     | Miriam Dattke (LG Telis Finanz Regensburg)  | 32:29      |
| 3     | Deborah Schöneborn (SCC Berlin)             | 33:26      |
| 4     | Kristina Hendel (LG Braunschweig)           | 33:40      |
| 5     | Melina Wolf (LG Region Karlsruhe)           | 33:46      |
| 6     | Fabienne Königstein (MTG Mannheim)          | 33:50      |
| 7     | Kira Weis (KSG Gerlingen)                   | 33:53      |
| 8     | Mia Jurenka (VfL Sindelfingen)              | 34:06      |

Datum: 10. September
fand in Bad Liebenzell statt

### 10-km-Straßenlauf, Mannschaftswertung
| Platz | Verein, Besetzung                                                                   | Zeit (h) |
| ----- | ----------------------------------------------------------------------------------- | -------- |
| 1     | LG Telis Finanz Regensburg I (Domenika Mayer, Miriam Dattke, Svenja Ojstersek)      | 1:39:33  |
| 2     | SCC Berlin (Deborah Schöneborn, Rabea Schöneborn, Christina Gerdes)                 | 1:43:18  |
| 3     | LG Telis Finanz Regensburg II (Franziska Drexler, Franziska Reng, Hanna Bruckmayer) | 1:45:56  |
| 4     | MTG Mannheim (Fabienne Königstein, Merle Brunnée, Kathrin Lehnert)                  | 1:47:16  |
| 5     | LG Region Karlsruhe (Melina Wolf, Amélie Svensson, Caroline Grauer)                 | 1:48:23  |
| 6     | LC Rehlingen (Nada Ina Pauer, Katrin Marx, Hannah Rödel)                            | 1:49:00  |
| 7     | LV Pliezhausen (Sabrina Mockenhaupt-Gregor, Tsambika Jäger, Charlotte Heim)         | 1:49:01  |
| 8     | VfL Sindelfingen (Mia Jurenka, Emily Junginger, Kim Bödi)                           | 1:49:14  |

Datum: 10. September
fand in Bad Liebenzell statt

### Halbmarathon
| Platz | Athletin, Verein                              | Zeit (h) |
| ----- | --------------------------------------------- | -------- |
| 1     | Miriam Dattke (LG Telis Finanz Regensburg)    | 1:10:47  |
| 2     | Domenika Mayer (LG Telis Finanz Regensburg)   | 1:11:27  |
| 3     | Fabienne Königstein (MTG Mannheim)            | 1:11:00  |
| 4     | Corinna Coenning (TSV Glems)                  | 1:14:28  |
| 5     | Hanna Gröber (LAV Stadtwerke Tübingen)        | 1:15:08  |
| 6     | Svenja Ojstersek (LG Telis Finanz Regensburg) | 1:16:06  |
| 7     | Lisa Fuchs (LG Passau)                        | 1:16:17  |
| 8     | Hanna Bruckmayer (LG Telis Finanz Regensburg) | 1:17:12  |

Datum: 26. März
fand in Freiburg – im Rahmen des Freiburg-Marathons statt

### Halbmarathon, Mannschaftswertung
| Platz | Verein, Besetzung                                                                    | Zeit (h)   |
| ----- | ------------------------------------------------------------------------------------ | ---------- |
| 1     | LG Telis Finanz Regensburg I (Miriam Dattke, Domenika Mayer, Svenja Ojstersek)       | 3:38:16 CR |
| 2     | MTG Mannheim (Fabienne Königstein, Merle Brunnée, Sylvie Müller)                     | 3:52:34000 |
| 3     | TSG 1845 Heilbronn (Iris Rautenberg, Isabel Leibfried, Bettina Englisch)             | 3:58:29000 |
| 4     | LG Telis Finanz Regensburg II (Hanna Bruckmayer, Luisa Mlinzk, Magdalena Mayerhofer) | 3:58:47000 |
| 5     | LSF Münster (Verena Vogt, Jana Kappenberg, Raija Schmidt)                            | 4:02:09000 |
| 6     | SSV Ulm 1846 (Verena Cerna, Jana Legler, Jasmin Stephan)                             | 4:07:48000 |
| 7     | MTV Ingolstadt (Cornelia Griesche, Mira Parisek, Andrea Horney)                      | 4:13:09000 |
| 8     | TSG 78 Heidelberg (Isabel Onkelbach, Julia Bongiovanni, Stella Wernicke)             | 4:16:25000 |

Datum: 26. März
fand in Freiburg – im Rahmen des Freiburg-Marathons statt

### Marathonlauf
| Platz | Athletin, Verein                      | Zeit (h) |
| ----- | ------------------------------------- | -------- |
| 1     | Esther Jacobitz (TK zu Hannover)      | 2:37:00  |
| 2     | Katja Fischer (SCC Berlin)            | 2:44:30  |
| 3     | Verena Vogt (LSF Münster)             | 2:46:58  |
| 4     | Verena Cerna (SSV Ulm 1846)           | 2:47:58  |
| 5     | Jana Kappenberg (LSF Münster)         | 2:48:00  |
| 6     | Franziska Rennecke (LG Rhein-Wied)    | 2:50:26  |
| 7     | Florentine Beese (Hannover Athletics) | 2:50:34  |
| 8     | Maike Drieb-Schön (LAZ Rhein-Sieg)    | 2:51:04  |

Datum: 1. Oktober
fand im Rahmen des Köln-Marathons statt

### Marathonlauf, Mannschaftswertung
| Platz | Verein, Besetzung                                                 | Zeit (h) |
| ----- | ----------------------------------------------------------------- | -------- |
| 1     | LSF Münster (Verena Vogt, Jana Kappenberg, Raija Schmidt)         | 08:32:40 |
| 2     | Delligser SC (Melina Köppelmann, Annike Wiedemann, Natascha Seyd) | 10:04:58 |

Datum: 1. Oktober
fand im Rahmen des Köln-Marathons statt
nur zwei Teams in der Wertung

### 50-km-Straßenlauf(DUV)
| Platz | Athletin, Verein                                                 | Zeit (h) |
| ----- | ---------------------------------------------------------------- | -------- |
| 1     | Christiane Neidiger (Die Laufpartner)                            | 3:41:12  |
| 2     | Katharina Mühlhoff (LAG Saarbrücken & C.A. Els Sitges Burjassot) | 3:47:56  |
| 3     | Malin Auraß (LG Nord Berlin Ultrateam)                           | 3:50:06  |
| 4     | Katrin Ochs (LG Filder)                                          | 3:54:43  |
| 5     | Jasmin Beer (Die Laufpartner)                                    | 3:56:18  |
| 6     | Annette Rudolph (LG Nord Berlin Ultrateam)                       | 3:58:44  |
| 7     | Pia Winkelblech (TSV Kandel)                                     | 4:01:22  |
| 8     | Katrin Gottschalk (LG Ultralauf)                                 | 4:03:28  |

Datum: 15. Juli
fand in Duisburg im Rahmen des 5. Regattabahn Ultras 50 km

### 50-km-Straßenlauf(DUV), Mannschaftswertung
| Platz | Verein, Besetzung                                                          | Zeit (h) |
| ----- | -------------------------------------------------------------------------- | -------- |
| 1     | Die Laufpartner I (Christiane Neidiger, Jasmin Beer, Anne Stephan)         | 11:43:15 |
| 2     | Die Laufpartner II (Julia Jezek, Hella Damerau, Marieke Broeren)           | 12:58:29 |
| 3     | LG Ultralauf I (Katrin Gottschalk, Claudia Lederer, Silke Herrmann)        | 13:15:06 |
| 4     | Braunschweiger Laufclub (Alica Alfus, Anne Schloßer, Vera Plate)           | 13:34:05 |
| 5     | LG Ultralauf II (Stephanie Rauchmann, Eva Piehlmeier, Gisela Vorstermanns) | 16:46:50 |
| 6     | LSG Karlsruhe (Irene Hofmann, Gudrun Schlippe-Schrieber, Theresia Wees)    | 16:52:38 |
| 7     | LG Mauerweg Berlin (Kristin Drechsler, Martina Pahmeyer, Sonja Kley)       | 19:19:32 |

Datum: 15. Juli
fand in Duisburg im Rahmen des 5. Regattabahn Ultras 50 km
nur sieben Teams in der Wertung

### 100-km-Straßenlauf(DUV)
| Platz | Athletin, Verein                     | Zeit (h) |
| ----- | ------------------------------------ | -------- |
| 1     | Katrin Gottschalk (LG Ultralauf)     | 8:25:31  |
| 2     | Katrin Ochs (LG Filder)              | 8:42:48  |
| 3     | Katja Hinze-Thüs (SG Wenden)         | 8:44:15  |
| 4     | Simone Durry (TG 1848 Neuss)         | 8:48:18  |
| 5     | Sigrid Hoffmann (LG Westerwald)      | 9:23:29  |
| 6     | Nina Blisse (LG Mauerweg Berlin)     | 9:32:04  |
| 7     | Claudia Henneken (Dauer Lauf Verein) | 9:36:22  |
| 8     | Sabrina Schübelin (VfR Baumholder)   | 9:42:46  |

Datum: 1. April
fand in Ubstadt-Weiher im Rahmen des offenen Rennens Rund um den Hardtsee statt

### 100-km-Straßenlauf(DUV), Mannschaftswertung
| Platz | Verein, Besetzung                                               | Zeit (h) |
| ----- | --------------------------------------------------------------- | -------- |
| 1     | LG Ultralauf (Katrin Gottschalk, Dagmar Deuber, Eva Piehlmeier) | 33:04:23 |

Datum: 1. April
fand in Ubstadt-Weiher statt
nur ein Team in der Wertung

### 100 m Hürden
| Platz | Athletin, Verein                             | Zeit (s) |
| ----- | -------------------------------------------- | -------- |
| 1     | Franziska Schuster (TSV Bayer 04 Leverkusen) | 13,17    |
| 2     | Isabel Mayer (TV Wattenscheid 01)            | 13,19    |
| 3     | Monika Zapalska (TV Wattenscheid 01)         | 13,26    |
| 4     | Viktoria Müller (LG Rhein-Wied)              | 13,29    |
| 5     | Lia Flotow (LG Rhein-Wied)                   | 13,37    |
| 6     | Paula Grauvogel (SV GO! Saar 05 Saarbrücken) | 13,40    |
| 7     | Marlene Meier (TSV Bayer 04 Leverkusen)      | 13,53    |
| 8     | Katharina Winkler (LG Erlangen)              | 13,52    |

Datum: 8. Juli
Wind: +0,3 m/s

### 400 m Hürden
| Platz | Athletin, Verein                                    | Zeit        |
| ----- | --------------------------------------------------- | ----------- |
| 1     | Carolina Krafzik (VfL Sindelfingen)                 | 54,87 s     |
| 2     | Eileen Demes (TV 1861 Neu-Isenburg)                 | 55,72 s     |
| 3     | Melanie Böhm (VfL Sindelfingen)                     | 56,17 s     |
| 4     | Sylvia Schulz (TSV Bayer 04 Leverkusen)             | 55,39 s     |
| 5     | Karolina Pahlitzsch (LG Nord Berlin)                | 57,88 s     |
| 6     | Anouk Krause-Jentsch (Neuköllner Sportfreunde 1907) | 58,74 s     |
| 7     | Vivienne Morgenstern (Dresdner SC)                  | 59,05 s     |
| 8     | Anne Braun (LG Kurpfalz)                            | 1:00,38 min |

Datum: 9. Juli

### 3000 m Hindernis
| Platz | Athletin, Verein                      | Zeit (min) |
| ----- | ------------------------------------- | ---------- |
| 1     | Lea Meyer (TSV Bayer 04 Leverkusen)   | 09:33,19   |
| 2     | Olivia Gürth (Diezer TSK Oranien)     | 09:45,55   |
| 3     | Pauline Meyer (TV Westfalia Epe)      | 09:54,60   |
| 4     | Amélie Svensson (LG Region Karlsruhe) | 09:58,72   |
| 5     | Linda Wrede (TSV Bayer 04 Leverkusen) | 09:59,77   |
| 6     | Agnes Thurid Gers (SCC Berlin)        | 10:14,30   |
| 7     | Emma Graf (Königsteiner LV)           | 10:35,21   |
| 8     | Darja Michel (TuS Traunreut)          | 10:37,96   |

Datum: 9. Juli

### 4 × 100 m Staffel
| Platz | Verein, Besetzung                                                                                | Zeit (s) |
| ----- | ------------------------------------------------------------------------------------------------ | -------- |
| 1     | SCC Berlin (Leonie Kluwig, Michelle Janiak, Nadine Reetz, Gina Lückenkemper)                     | 43,91    |
| 2     | VfL Sindelfingen (Jasmin Pansa, Carolina Krafzik, Lisa Sophie Hartmann, Jessica-Bianca Wessolly) | 44,37    |
| 3     | LG Stadtwerke München (Marina Scherzl, Amelie-Sophie Lederer, Denise Uphoff, Hannah Fleischmann) | 44,44    |
| 4     | TV Wattenscheid 01 (Jolina Ernst, Monika Zapalska, Tatjana Pinto, Johanna Bechthold)             | 44,46    |
| 5     | Eintracht Frankfurt (Malin Stavenow, Miriam Sinning, Malin Stavenow, Viktoria Koletzko)          | 45,81    |
| 6     | StG Walldorf/Dielh (Selina von Jackowski, Sandra Wagner, Sarah Krämer, Sinah Hänßler-Hug)        | 45,88    |
| 7     | LT DSHS Köln (Clara Rentz, Karen Rückert, Greta Heine, Elena Decker)                             | 45,95    |
| 8     | MTV Lübeck (Pauline Schwarten, Leonie Müller, Katharina Kemp, Paula de Boer)                     | 46,00    |

Datum: 9. Juli
entschieden in vier zu einem Gesamtergebnis zusammengefassten Zeitendläufen

### 4 × 400 m Staffel
| Platz | Verein, Besetzung                                                                                | Zeit (min) |
| ----- | ------------------------------------------------------------------------------------------------ | ---------- |
| 1     | VfL Sindelfingen (Melanie Böhm, Jessica-Bianca Wessolly, Lisa Sophie Hartmann, Carolina Krafzik) | 3:36,82    |
| 2     | TSV Bayer 04 Leverkusen (Judith Franzen, Annkathrin Hoven, Tessa Srumf, Rebekka Leslie Babilon)  | 3:36,83    |
| 3     | SCC Berlin (Michelle Janiak, Skadi Schier, Jennifer Hauke, Alica Schmidt)                        | 3:40,80    |
| 4     | LG Nord Berlin (Katharina Hanke, Karolina Pahlitzsch, Lena Seifert, Charlotte Wolff)             | 3:48,70    |

Datum: 29. April
fand in Bietigheim-Bissingen im Rahmen der Deutschen Meisterschaften für Langstaffeln statt
nur vier Teilnehmerstaffeln

### 3 × 800 m Staffel
| Platz | Verein, Besetzung                                                          | Zeit (min) |
| ----- | -------------------------------------------------------------------------- | ---------- |
| 1     | LAV Stadtwerke Tübingen (Carolin Führen, Laura Wilhelm, Hanna Klein)       | 6:30,66    |
| 2     | ASV Köln (Kim Uhlendorf, Inken Terjung, Vera Coutellier)                   | 6:33,06    |
| 3     | StG ATK-Königstein-Groß Gerau (Marie Burchard, Sophia Wolf, Lara Tortell)  | 6:33,09    |
| 4     | SCC Berlin (Eva Marie Hack, Anja Krüger, Jennifer C. Hauke)                | 6:46,80    |
| 5     | LG Stadtwerke München (Sara Neidnig-Weichert, Valerie Koppler, Julia Hoff) | 6:49,67    |
| 6     | Hamburg Running (Pauline Rachor, Lucca Fischer, Anna-Sophie Bellerich)     | 6:59,10    |
| 7     | TuS Köln rrh. 1874 (Elena Wladasch, Stephanie Mühl, Liane Gardeweg)        | 7:10,44    |
| 8     | LG Nord Berlin (Helene Antonia Wiethoff, Nele Prüser, Maike Hammerschmidt) | 7:12,20    |

Datum: 29. April
fand in Bietigheim-Bissingen im Rahmen der Deutschen Meisterschaften für Langstaffeln statt

### 5000 Meter Bahngehen
| Platz | Athletin, Verein                        | Zeit (min) |
| ----- | --------------------------------------- | ---------- |
| 1     | Kylie Garreis (LG Vogtland)             | 23:47,86   |
| 2     | Bianca Schenker (LG Vogtland)           | 26:23,09   |
| 3     | Julia Schmidt (SpVgg Niederaichbach)    | 26:30,65   |
| 4     | Sigute Brönnecke (Eintracht Hildesheim) | 28:30,42   |
| 5     | Nicole Hörl (Diezer TSK Oranien)        | 30:13,45   |
| 6     | Britta Bauer (VfL 1860 Marburg)         | 30:40,18   |
| 7     | Gesa Künnemann (TV Groß-Gerau)          | 32:58,28   |
| 8     | Marita Echle (TV Biberach)              | 34:00,67   |

Datum: 24. Juni
fand in Bühlertal statt
Anmerkung:

Dieses Resultat setzt sich zusammen aus Geherinnen, die in einem gemeinsamen Wettkampf starteten, jedoch in verschiedenen Altersklassen gemeldet waren. Ob eine jeweilige Meldung für die Gesamtwertung vorlag, geht aus den Ergebnislisten nicht hervor.

### 20 km Straßengehen
| Platz | Athletin, Verein                   | Zeit (h) |
| ----- | ---------------------------------- | -------- |
| 1     | Saskia Feige (SC DHfK Leipzig)     | 1:28:18  |
| 2     | Emilia Lehmeyer (LG Nord Berlin)   | 1:39:25  |
| 3     | Lea Anika Obenaus (SC Potsdam)     | 1:52:21  |
| 4     | Johanna Wax (SpVgg Niederaichbach) | 2:15:58  |

Datum: 15. April
fand in Erfurt statt
nur vier Teilnehmerinnen

### 20 km Straßengehen, Mannschaftswertung
Eigentlich war eine Mannschaftswertung vorgesehen, doch es war kein komplettes Team am Start.00000000geplante Austragung: 15. April in Erfurt

### 35 km Straßengehen
| Platz | Athletin, Verein                            | Zeit (h)   |
| ----- | ------------------------------------------- | ---------- |
| 1     | Bianca Maria Dittrich (Droste-Running Team) | 3:03:13 CR |
| 2     | Katrin Schusters (Polizei SV Berlin)        | 3:15:04000 |
| 3     | Bianca Schenker (LG Vogtland)               | 3:34:16000 |

Datum: 15. April
fand in Erfurt statt
nur drei Teilnehmerinnen am Start

### Hochsprung
| Platz | Athletin, Verein                                 | Höhe (m) |
| ----- | ------------------------------------------------ | -------- |
| 1     | Marie-Laurence Jungfleisch (VfB Stuttgart)       | 1,84     |
| 2     | Laura Gröll (LG Stadtwerke München)              | 1,81     |
| 2     | Lavinja Jürgens (LG Stadtwerke München)          | 1,81     |
| 2     | Anna-Sophie Schmitt (SV GO! Saar 05 Saarbrücken) | 1,81     |
| 5     | Christina Honsel (TV Wattenscheid 01)            | 1,81     |
| 6     | Lea Halmans (SV GO! Saar 05 Saarbrücken)         | 1,77     |
| 7     | Imke Onnen (Hannover 96)                         | 1,77     |
| 8     | Luisa Deeken (TV Wattenscheid 01)                | 1,77     |

Datum: 9. Juli

### Stabhochsprung
| Platz | Athletin, Verein                            | Höhe (m) |
| ----- | ------------------------------------------- | -------- |
| 1     | Anjuli Knäsche (LG Leinfelden-Echterdingen) | 4,41     |
| 2     | Chiara Sistermann (TSV Gräfelfing)          | 4,31     |
| 3     | Annika Roloff (MTV 49 Holzminden)           | 4,11     |
| 4     | Ria Möllers (TSV Bayer 04 Leverkusen)       | 4,11     |
| 5     | Friedelinde Petershofen (Werder Bremen)     | 4,11     |
| 6     | Janne Ohrt (MTV Lübeck)                     | 4,11     |
| 7     | Luzia Hertig (TV Engen)                     | 4,01     |
| 7     | Clara Rentz (LT DSHS Köln)                  | 4,01     |

Datum: 6. Juli
fand in Düsseldorf statt

### Weitsprung
| Platz | Athletin, Verein                              | Weite (m) |
| ----- | --------------------------------------------- | --------- |
| 1     | Malaika Mihambo (LG Kurpfalz)                 | 6,93      |
| 2     | Mikaelle Assani (SCL Heel Baden-Baden)        | 6,50      |
| 3     | Maryse Luzolo (Königsteiner LV)               | 6,47      |
| 4     | Merle Homeier (LG Göttingen)                  | 6,37      |
| 5     | Lea-Jasmin Riecke (Mitteldeutscher Sportclub) | 6,27      |
| 6     | Nicola Kondziella (TV Wattenscheid 01)        | 6,15      |
| 7     | Laura Raquel Müller (Unterländer LG)          | 6,10      |
| 8     | Malin Stavenow (Eintracht Frankfurt)          | 6,09      |

Datum: 8. Juli

### Dreisprung
| Platz | Athletin, Verein                        | Weite (m) |
| ----- | --------------------------------------- | --------- |
| 1     | Maria Purtsa (LAC Erdgas Chemnitz)      | 14,02     |
| 2     | Sarah-Michelle Kudla (SCC Berlin)       | 13,53     |
| 3     | Lea-Sophie Klik (LAC Erdgas Chemnitz)   | 13,23     |
| 4     | Fehintola Oladejo (MTG Mannheim)        | 12,85     |
| 5     | Julia Kellner (LAC Erdgas Chemnitz)     | 12,76     |
| 6     | Sophie Ullrich (LT DSHS Köln)           | 12,45     |
| 7     | Lucy Junge (HSG Universität Greifswald) | 12,26     |
| 8     | Stefanie Kuhl (SC Potsdam)              | 12,26     |

Datum: 8. Juli

### Kugelstoßen
| Platz | Athletin, Verein                        | Weite (m) |
| ----- | --------------------------------------- | --------- |
| 1     | Sara Gambetta (SV Halle)                | 18,51     |
| 2     | Yemisi Ogunleye (MTG Mannheim)          | 17,91     |
| 3     | Julia Ritter (TV Wattenscheid 01)       | 17,79     |
| 4     | Katharina Maisch (LV 90 Erzgebirge)     | 17,65     |
| 5     | Lea Riedel (VfL Sindelfingen)           | 16,92     |
| 6     | Annina Brandenburg (TV Wattenscheid 01) | 16,58     |
| 7     | Nina Ndubuisi (SG Schorndorf 1846)      | 16,20     |
| 8     | Jule Steuer (SC Magdeburg)              | 15,89     |

Datum: 9. Juli

### Diskuswurf
| Platz | Athletin, Verein                            | Weite (m) |
| ----- | ------------------------------------------- | --------- |
| 1     | Kristin Pudenz (SC Potsdam)                 | 65,98     |
| 2     | Shanice Craft (SV Halle)                    | 64,05     |
| 3     | Marike Steinacker (TSV Bayer 04 Leverkusen) | 62,70     |
| 4     | Claudine Vita (SC Neubrandenburg)           | 62,39     |
| 5     | Julia Harting (SCC Berlin)                  | 60,30     |
| 6     | Julia Ritter (TV Wattenscheid)              | 57,97     |
| 7     | Antonia Kinzel (MTG Mannheim)               | 56,98     |
| 8     | Jule Gipmann (Viktoria Goch)                | 52,84     |

Datum: 8. Juli

### Hammerwurf
| Platz | Athletin, Verein                         | Weite (m) |
| ----- | ---------------------------------------- | --------- |
| 1     | Samantha Borutta (Eintracht Frankfurt)   | 68,12     |
| 2     | Aileen Kuhn (LAZ Ludwigsburg)            | 66,87     |
| 3     | Michelle Döpke (TSV Bayer 04 Leverkusen) | 65,59     |
| 4     | Sophie Gimmler (LC Rehlingen)            | 62,79     |
| 5     | Jada Julien (LAC Erdgas Chemnitz)        | 61,97     |
| 6     | Lucie Holzapfel (Eintracht Frankfurt)    | 60,11     |
| 7     | Lara Hundertmark (Einbecker SV)          | 56,64     |
| 8     | Flora Rustemeyer (LG Nord Berlin)        | 55,43     |

Datum: 8. Juli

### Speerwurf
| Platz | Athletin, Verein                                 | Weite (m) |
| ----- | ------------------------------------------------ | --------- |
| 1     | Christin Hussong (LAZ Zweibrücken)               | 56,79     |
| 2     | Dana Bergrath (TSV Bayer 04 Leverkusen)          | 56,11     |
| 3     | Victoria Krause (Leichlinger Turnverein)         | 55,66     |
| 4     | Julia Ulbricht (1. LAV Rostock)                  | 55,36     |
| 5     | Leonie Tröger (Hallesche Leichtathletik-Freunde) | 54,88     |
| 6     | Jana Marie Lowka (Eintracht Frankfurt)           | 54,70     |
| 7     | Lara Latz (TSV Schott Mainz)                     | 53,09     |
| 8     | Alyssa John (SC Magdeburg)                       | 51,88     |

Datum: 9. Juli

### Siebenkampf
| Platz | Athletin, Verein                                 | Punkte |
| ----- | ------------------------------------------------ | ------ |
| 1     | Mareike Rösing (USC Mainz)                       | 5936   |
| 2     | Lucie Kienast (Eintracht Frankfurt)              | 5582   |
| 3     | Laura Voß (LAZ Soest)                            | 5520   |
| 4     | Marie Dehning (TSV Bayer 04 Leverkusen)          | 5509   |
| 5     | Anna-Lena Obermaier (LG Telis Finanz Regensburg) | 5486   |
| 6     | Leona Grimm (LG Staufen)                         | 5330   |
| 7     | Katharina Kemp (MTV Lübeck)                      | 5318   |
| 8     | Janina Lange (Eintracht Frankfurt)               | 5208   |

Datum: 2./3. September
fand in Hannover statt

### Siebenkampf, Mannschaftswertung
| Platz | Verein, Besetzung                                               | Punkte |
| ----- | --------------------------------------------------------------- | ------ |
| 1     | Eintracht Frankfurt (Lucie Kienast, Janina Lange, Maira Gauges) | 15.455 |
| 2     | LG Bünde-Löhne (Sarina Brockmann, Anna Deitert, Nina Wältz)     | 14.215 |
| 3     | MTV Lübeck (Katharina Kemp, Janne Ohrt, Paula De Boer)          | 13.629 |

Datum: 2./3. September
fand in Hannover statt
nur drei Teams in der Wertung

### Crosslauf–6,8 km
| Platz | Athletin, Verein                           | Zeit (min) |
| ----- | ------------------------------------------ | ---------- |
| 1     | Elena Burkard (LG farbtex Nordschwarzwald) | 22:40      |
| 2     | Eva Dieterich (LAV Stadtwerke Tübingen)    | 22:43      |
| 3     | Lisa Tertsch (ASC Darmstadt)               | 22:54      |
| 4     | Lisa Merkel (LG Region Karlsruhe)          | 23:01      |
| 5     | Celine Ritter (TuS Köln rrh. 1874)         | 23:05      |
| 6     | Mia Jurenka (VfL Sindelfingen)             | 23:07      |
| 7     | Anneke Vortmeier (TV Wattenscheid 01)      | 23:13      |
| 8     | Tabea Themann (Turnerbund Hamburg-Eilbeck) | 23:20      |

Datum: 25. November
fand in Perl statt

### Crosslauf(Langstrecke) –6,8 km, Mannschaftswertung
| Platz | Verein, Besetzung                                                                 | Pl.Ziff. |
| ----- | --------------------------------------------------------------------------------- | -------- |
| 1     | LG Region Karlsruhe (Lisa Merkel, Amélie Svensson, Céline Kaiser)                 | 64       |
| 2     | TSV Bayer 04 Leverkusen (Annasophie Drees, Linda Wrede, Pia Anna Stemski)         | 65       |
| 3     | LV Pliezhausen (Tsambika Jäger, Charlotte Heim, Marie Sophie Stolte)              | 69       |
| 4     | SCC Berlin (Inken Siebert, Agnes Thurid Gers, Lucia Hemeling)                     | 51       |
| 5     | Turnerbund Hamburg Eilbeck (Tabea Themann, Josta Benecke, Ann-Kathrin Balduhn)    | 59       |
| 6     | LG Telis Finanz Regensburg (Hanna Bruckmayer, Luisa Mlinzk, Magdalena Mayerhofer) | 67       |
| 7     | LAC Quelle Fürth (Lisa Schuster, Anna Schmidt, Sophia Franz)                      | 75       |
| 8     | LG Brillux Münster (Franziska Dinkelborg, Anna Kamp, Christina Lehnen)            | 95       |

Datum: 25. November
fand in Perl statt

### Berglauf–9,9 km / 654 Höhenmeter
| Platz | Athletin, Verein                                 | Zeit (min) |
| ----- | ------------------------------------------------ | ---------- |
| 1     | Laura Hottenrott (PSV Grün-Weiß Kassel)          | 43:49      |
| 2     | Nina Voelckel (Laufteam Kassel)                  | 45:21      |
| 3     | Julia Ehrle (LG farbtex Nordschwarzwald)         | 48:00      |
| 4     | Tanja Hellmann (LG Rülzheim)                     | 48:12      |
| 5     | Simone Raatz (ASC Darmstadt)                     | 48:13      |
| 6     | Sabrina Mockenhaupt-Gregor (LV Pliezhausen 2012) | 48:39      |
| 7     | Anja Röttinger (LAC Freiburg)                    | 48:48      |
| 8     | Sabrina Prager (LG Passau)                       | 50:32      |

Datum: 29. April
fand in Bühlertal im Rahmen des Hundseck Berglaufs statt

### Berglauf–9,9 km / 654 Höhenmeter, Mannschaftswertung
| Platz | Verein, Besetzung                                                            | Zeit (h) |
| ----- | ---------------------------------------------------------------------------- | -------- |
| 1     | Spiridon Frankfurt I (Sarah Kistner, Nora Holesch, Mona Winter)              | 2:38:40  |
| 2     | TV Bühl 1847 (Sandra Kist-Boschetti, Christine Vollmer, Sylvia Schmieder)    | 2:41:01  |
| 3     | SSC Hanau-Rodenbach (Kerstin Bertsch, Lea Blandamura, Tatjana Rauhut)        | 2:41:51  |
| 4     | LG farbtex Nordschwarzwald (Julia Ehrle, Charlotte Skrzos, Joelle Bernhardt) | 2:43:19  |
| 5     | SG Wenden (Christl Dörschel, Stefanie Osthoff, Mara Lückert)                 | 2:46:08  |
| 6     | LG Rülzheim (Tanja Hellmann, Annika Müller, Julia Schäffner)                 | 2:52:47  |
| 7     | TV Bühl 1847 (Anni Sandrine Michelfelder, Andrea Hölzle, Jasmin Vollmer)     | 2:52:54  |
| 8     | Spiridon Frankfurt II (Wiebke Boden, Jana Bijok, Astrid Gelsema)             | 3:01:44  |

Datum: 29. April
fand in Bühlertal im Rahmen des Hundseck Berglaufs statt

### 6-Stunden-Lauf(DUV)
| Platz | Athletin, Verein                           | Strecke (km) |
| ----- | ------------------------------------------ | ------------ |
| 1     | Jasmin Beer (Die Laufpartner)              | 76,553 CR    |
| 2     | Katrin Gottschalk (LG Ultralauf)           | 74,778000    |
| 3     | Annette Rudolph (LG Nord Berlin Ultrateam) | 73,589000    |
| 4     | Malin Auraß (LG Nord Berlin Ultrateam)     | 71,925000    |
| 5     | Hella Damerau (Die Laufpartner)            | 69,230000    |
| 6     | Melanie Anders (Die Laufpartner)           | 68,302000    |
| 7     | Katharina Mühlhoff (Die Laufpartner)       | 68,095000    |
| 8     | Mandy Gandecki (Die EISERNEN)              | 68,043000    |

Datum: 1. Oktober
fand im Rahmen des 5. Dreilinden Ultra-Laufs in Kleinmachnow statt

### 6-Stunden-Lauf(DUV), Mannschaftswertung
| Platz | Verein, Besetzung                                                             | Strecke (km) |
| ----- | ----------------------------------------------------------------------------- | ------------ |
| 1     | Die Laufpartner I (Jasmin Beer, Hella Damerau, Melanie Anders)                | 214,085 CR   |
| 2     | LG Nord Berlin Ultrateam (Annette Rudolph, Malin Auraß. Katrin Grigalat)      | 210,721000   |
| 3     | LG Ultralauf I (Katrin Gottschalk, Claudia Lederer, Sylvia Faller)            | 201,275000   |
| 4     | Die Laufpartner II (Katharina Mühlhoff, Marieke Broeren, Heike Marohl)        | 192,329000   |
| 5     | LG Mauerweg Berlin I (Nina Blisse, Lore Steiner, Christiane Radatz)           | 183,490000   |
| 6     | LG Mauerweg Berlin II (Antje Matthiesen, Kristin Drechsler, Dorothee Serries) | 163,621000   |
| 7     | LG Ultralauf II (Ilona Schmiedel, Petra Fornaçon, Kerstin Hommel)             | 161,600000   |
| 8     | LSG Karlsruhe (Irene Hofmann, Gudrun Schlippe-Schrieber, Anna Anders)         | 145,707000   |

Datum: 1. Oktober
fand im Rahmen des 5. Dreilinden Ultra-Laufs in Kleinmachnow statt

### Ultratrail(DUV), 74,5km / 2120Höhenmeter
| Platz | Athletin, Verein                              | Zeit (h) |
| ----- | --------------------------------------------- | -------- |
| 1     | Katrin Ochs (LG Filder)                       | 7:34:44  |
| 2     | Antonia Müller (Laufgemeinschaft eXa Leipzig) | 7:49:15  |
| 3     | Malin Auraß (LG Nord Berlin)                  | 8:04:05  |
| 4     | Frank Merrbach (LG Nord Berlin Ultrateam)     | 6:28:51  |
| 5     | Max Kirschbaum (LG Ohmbachsee)                | 6:33:29  |
| 6     | Toni Seewald (Ski-Club Gaißach)               | 6:35:16  |
| 7     | Markus Mey (Milers Colonia)                   | 6:53:12  |
| 8     | Alexander Sellner (LG Passau)                 | 6:53:14  |

Datum: 24. Juni
fand in Breitenbrunn/Erzgeb. im Rahmen des 10. Sachsentrails statt

### Ultratrail(DUV), Mannschaftswertung
| Platz | Verein, Besetzung                                              | Zeit (h) |
| ----- | -------------------------------------------------------------- | -------- |
| 1     | Landau Running Company (Iris Stern, Silke Herrgen, Julia Keck) | 28:38:51 |
| 2     | LG Nord Berlin (Malin Auraß, Claudia Bree, Ullika Schulz)      | 29:05:58 |

Datum: 24. Juni
fand in Breitenbrunn/Erzgeb. im Rahmen des 10. Sachsentrails statt
nur zwei Teams in der Wertung

### 24-Stunden-Lauf(DUV)
| Platz | Athletin, Verein                      | Strecke (km) |
| ----- | ------------------------------------- | ------------ |
| 1     | Anne Stephan (Die Laufpartner)        | 240,3089     |
| 2     | Simone Durry (TG 1848 Neuss)          | 236,0148     |
| 3     | Sarah Mangler (LG Ultralauf)          | 218,5293     |
| 4     | Sigrid Hoffmann (LG Westerwald)       | 215,6888     |
| 5     | Marieke Broeren (Die Laufpartner)     | 191,9532     |
| 6     | Jasmin Beer (Die Laufpartner)         | 183,9954     |
| 7     | Claudia Krantz (LLG 80 Nordpark Köln) | 172,7392     |
| 8     | Dorothee Serries (LG Mauerweg Berlin) | 171,5586     |

Datum: 27./28. Mai
fand in Braunschweig statt

### 24-Stunden-Lauf(DUV), Mannschaftswertung
| Platz | Verein, Besetzung                                                         | Strecke (km) |
| ----- | ------------------------------------------------------------------------- | ------------ |
| 1     | Die Laufpartner I (Anne Stephan, Marieke Broeren, Jasmin Beer)            | 616,25 DR    |
| 2     | LG Ultralauf I (Sarah Mangler, Petra Fornaçon, Kerstin Hommel)            | 552,91000    |
| 3     | LG Ultralauf II (Dagmar Deuber, Sabine Kramer, Gisela Vorstermanns)       | 470,43000    |
| 4     | LG Mauerweg Berlin I (Dorothee Serries, Kristin Drechsler, Ramona Kasten) | 466,33000    |
| 5     | Die Laufpartner II (Hella Damerau, Julia Jezek, Christiane Neidiger)      | 402,14000    |
| 6     | LG Nord Berlin Ultrateam (Daniela Dilling, Anke Schülke, Anja Kirchner)   | 348,36000    |
| 7     | LG Mauerweg Berlin (Martina Pahmeyer, Sonja Kley, Claudia Tautz)          | 337,47000    |

Datum: 27./28. Mai
fand in Braunschweig statt
nur sieben Teams am Start

## Meisterschaftsresultate Mixed

### 4 × 400 m Staffel
| Platz | Verein, Besetzung                                                                               | Zeit (min) |
| ----- | ----------------------------------------------------------------------------------------------- | ---------- |
| 1     | VfL Sindelfingen (Alexander Stepanov, Carolina Krafzik, Lisa Sophie Hartmann, Constantin Preis) | 3:24,06 CR |
| 2     | LG Nord Berlin (Charlotte Wolff, Alexander Hanke, Karolina Pahlitzsch, Marc Koch)               | 3:28,74000 |
| 3     | SCC Berlin (James Adebola, Alica Schmidt, Lukas Krappe, Michelle Janiak)                        | 3:29,45000 |
| 4     | Hamburger SV (Emil Aßmann, Charlott Jacobs, Vanessa Aniteye, Ardit Vidishiqi)                   | 3:32,59000 |
| 5     | TSV Gräfelfing (Arne Leppelsack, Michelle Marnau, Elisa Dangl, Johannes Trefz)                  | 3:33,45000 |
| 6     | SG Walldorf Astoria 1902 (Malte Hinrichs, Sinah Hänßler-Hug, Sarah Krämer, Jan-Lukas Schröder)  | 3:35,06000 |
| 7     | TV Wetzlar (Tom Stöber, Sophia Volkmer, Antonia Milena Unger, Kjell Wörner)                     | 3:35,44000 |
| 8     | LT DSHS Köln (Björn Rasmus Pröve, Karen Rückert, Sophie Gesche, Felix Thurn)                    | 3:35,98000 |

Datum: 29. April
fand in Bietigheim-Bissingen im Rahmen der Deutschen Meisterschaften für Langstaffeln statt
Der Wettbewerb wurde in drei Zeitendläufen entschieden, deren Resultate zu einem Gesamtergebnis zusammengefasst wurden.